# バック・シート
「バック・シート」（原題：The Back Seat of My Car）は、ポール・マッカートニーとリンダ・マッカートニーが1971年に発表した楽曲、および同曲が収録されたシングル。

## 解説
夫婦名義で1971年5月に発表したアルバム『ラム』に収録されたのち、同年8月にイギリス及びユーゴスラビアでシングルカットされた。全英シングルチャートで39位を記録。
1969年1月、ポール・マッカートニーはゲット・バック・セッションで本作品を披露している。

## 収録曲
| #         | タイトル                                    | 作詞・作曲                                    | 時間 |
| --------- | ------------------------------------------- | --------------------------------------------- | ---- |
| 1.        | 「バック・シート」(The Back Seat of My Car) | ポール・マッカートニー                        | 4:30 |
| 2.        | 「故郷のこころ」(Heart Of The Country)      | ポール・マッカートニー リンダ・マッカートニー | 2:27 |
| 合計時間: | 合計時間:                                   | 合計時間:                                     | 6:57 |

## 演奏者
- ポール・マッカートニー - ボーカル、バッキング・ボーカル、エレキ・ギター、ベースギター,ピアノ
- リンダ・マッカートニー -  バッキング・ボーカル (#1)
- ヒュー・マクラッケン -  エレキ・ギター
- デニー・シーウェル - ドラムス (#1)、ブラシ (#2)
- マーヴィン・スタム - 管楽器  (#1)
- メル・デイヴィス - 管楽器 (#1)
- レイ・クリサラ - 管楽器 (#1)
- スヌーキー・ヤング - 管楽器 (#1)
- ロン・カーター - コントラバス (#1)
- デヴィッド・ナディエン - ヴァイオリン (#1)
- ニューヨーク・フィルハーモニック・オーケストラ - 管楽器、ストリングス (#1)